# Rüdiger Rüfer
Rüdiger Philip Theodor Rüfer (* 13. März 1933 in Berlin) ist ein deutscher Komponist für Elektroakustische Musik. Als Mitglied des ”Arbeitskreises für elektronische Musik” der TU Berlin zählt er zu den Pionieren seines Genres.

## Leben
Rüfer studierte von 1953 bis 1957 Schulmusik in Berlin. Dabei wurde er von Hans Chemin-Petit in Harmonie- und Kontrapunktlehre unterrichtet. Anschließend absolvierte er bis 1961 eine Tonmeisterausbildung an der Hochschule für Musik sowie an der Technischen Universität Berlin.
1961 bis 1973 arbeitete Rüfer als Tonmeister im Elektronischen Studio der TU Berlin. Dort beschäftigte er sich erstmals mit elektronischer Musik und wurde Mitbegründer des Arbeitskreises für elektronische Musik, welcher aus dem Komponisten Boris Blacher, Fritz Winckel, Manfred Krause und ihm bestand. Im Studio realisierte er schon bald sämtliche aus dem Arbeitskreis für elektronische Musik hervorgegangenen Werke. Teilweise trug Rüfer erheblich zum musikalischen Kompositionsprozess bei, wenn er beispielsweise auf Grundlage von vage formulierten Ideen Blachers elektronische Musik realisierte. Präsentiert wurden die Werke immer als Gemeinschaftsproduktionen mit fester Rollenzuschreibung, wodurch der Komponist Boris Blacher meist als künstlerischer Urheber der Stücke galt – ungeachtet der tatsächlichen künstlerischen Anteile an der Komposition. Um dies seiner Ansicht nach richtigzustellen fertigte Rüfer ein präzisiertes Werkeverzeichnis an, in dem er die künstlerischen Anteile der Arbeitskreismitglieder differenziert beschrieb.
Parallel zu seiner Beschäftigung an der TU Berlin war Rüfer von 1962 bis 1965 als Aufnahmeleiter beim RIAS Berlin und 1967/68 beim Sender Freies Berlin freiberuflich tätig.
Von 1974 bis 1998 war Rüdiger Rüfer an der Hochschule für Musik und Theater Hannover Tonmeister und Dozent für elektroakustische Medien. Dort baute er das Studio für elektroakustische Musik auf, leitete es und komponierte. 1983 wurde Rüfer in Hannover zum Professor ernannt. Seit 1998 komponiert Rüfer in einem eigenen Studio.
In den Jahren 2016 und 2020 wurde in London am Royal Opera House das Ballett Anastasia durch den Choreografen Sir Kenneth MacMillan mit elektronischer Musik von Rüdiger Rüfer aufgeführt.
In dem 1994 erschienenen Dokumentationsfilm Radiopoeten & Audioartisten – Musik im Zeichen technischer Produzierbarkeit von Uli Aumüller wurden Rüfers Kompositionen thematisiert.

## Diskografie
Im Independent-Label THOROFON sind zwei Alben des Komponisten veröffentlicht worden:
- Musik aus Urklang (1988; THOROFON)
- Bilder zum Hören (1992; THOROFON)

## Werke (Auswahl)

### Kompositionen
- 1963: Persischer Sinnspruch (2. Satz, teils 3. Satz)
- 1965: Elektronisches Scherzo – Komposition unter Verwendung einer Klavierimprovisation von Blacher
- 1968: Glück, Lust, Torheit – Sprachkomposition nach einem von Ernst Schröder gesprochenen Text aus Faust II
- 1971: Alabama – Musik über das Wort „Alabama“
- 1970–71: Strahlenfächer – Variationen über ein Thema von Boris Blacher
- 1977–80: Bestrebungen – Komposition aus Sprache und aus Aufnahmen von übenden Musikstudenten
- 1981–85: Schöpfung – Komposition aus Vogelstimmen und weiteren Naturgeräuschen
- 1983–85: Sequenzgestalten
- 1984/85: Sturm-Suite – abgeleitet aus der Theatermusik Der Sturm
- 1987: Vehiculose – Komposition aus Autogeräuschen zur geplanten Feier des 50000000. Volkswagens
- 1985–90: Weg und Abgrund – Komposition über den Menschen aus Brummkreiselgeräuschen und Sprache
- 1992–98: Das Bleibende – Komposition über biblische Texte
- 1992 und 2018–2019: Brummkreiselsuite – Komposition aus Brummkreisellauten und Kinderstimmen
- 1996: Die Bremer Stadtmusikanten – Märchenhörspiel mit Musik
- 2000–2004: Wasserleben – Komposition aus Wasserlauten und für Violine
- 2006–2013: Grundsäulen – Komposition aus Lauten von Klangschalen und Sprache (Bergpredigt Christi)
- 2021: Grundsäulen – Neufassung
- 2022: Grundsäulen – gekürzte Neufassung

### Filmmusik
Rüfer komponierte ebenfalls Filmmusiken. Für den Maler und Kurzfilmer Ernst Reinboth komponierte er sechs Filmmusiken. Der erste gemeinsame Film Interferenzen (1967) wurde mit dem Bundesfilmpreis ausgezeichnet, wofür Rüfer die Musik auf Grundlage einer Klavierimprovisation von Boris Blacher komponiert hatte. 1989 wurde Saturn an Jupiter von der Filmbewertungsstelle in Deutschland das Prädikat „besonders wertvoll“ ausgezeichnet. Die Jury betonte in ihrer Begründung die “… überraschend einheitliche, überzeugend durchkomponierte künstlerische Gestaltung eines Experimentalfilms, der sein Thema und dessen Durchführung auf hohem intellektuellen Niveau angesiedelt hat. Der Dialog zwischen Saturn und Jupiter erfolgt auf einer Bild- und Tonebene, die ein großes Formenrepertoire einzusetzen versteht.” Zudem gestaltete er Filmmusiken für die Weltausstellung im japanischen Osaka EXPO '70 mit: Deutschlandfilm, Exponatenfilm und Forschung für die Gesundheit.

### Zusammenarbeit
Rüfer arbeitete außer mit Boris Blacher mit diversen weiteren Komponisten zusammen: So realisierte er 1962 eine Musik von Ernst Krenek nach Noten und mit ungefähren Angaben zur Klangfarbe. Zum Oratorium Wohin? von Heinz Friedrich Hartig gestaltete er 1965 eine Bandeinspielung zum Orchesterklang. Zum 139. Psalm von Werner Thärichen schuf er 1968 – teilweise zusammen mit Helge Jörns – Klänge unter Verwendung vorgegebener Instrumental- und Vocalaufnahmen. 1970 realisierte er die Komposition Parastasis von Nikos Mamangakis.  Zusammen mit Hans Werner Henze vertonte Rüfer 1971 die Komposition Der langwierige Weg in die Wohnung der Natascha Ungeheuer. Anhand einer Partitur realisierte er die Tonbandeinspielung Agnus Dei zu einer Messe von Hans Werner Zimmermann. 1976 komponierte er zusammen mit Ernest Sauter die Musik Remontage.

## Familie
Rüdiger Rüfer ist mit Hermine Rüfer verheiratet. Seine Frau ist im Jahr 2020 mit dem Bundesverdienstkreuz ausgezeichnet worden. Aus ihrer Ehe sind drei Söhne hervorgegangen. Rüfer ist Nachfahre des Komponisten Philipp Bartholomé Rüfer, welcher in der Epoche der Spätromantik u. a. die Opern Merlin und Ingo komponiert hat.